# Ioan Lupescu
Ioan Lupescu (Bucarest, Rumania, 9 de diciembre de 1968 - ) es un exfutbolista rumano que jugaba como mediocampista y fue parte de la selección de fútbol de Rumania.

## Trayectoria
Inició su carrera como juvenil en el Mecánica Fina de Bucarest. En 1982 pasa al Dinamo Bucarest haciendo su debut como profesional el 21 de setiembre de 1986 en la victoria por 4-1 de su club contra el SC Bacău. Tras ganar el título de Liga y Copa de Rumania en 1990 es transferido a mitad de temporada al Bayer Leverkusen donde gana la Copa de Alemania en 1993. En 1996 pasa al Borussia Mönchengladbach donde milita hasta 1998 en que retorna al Dinamo Bucarest. Tras un breve paso por el Bursaspor de Turquía en el 2000 finaliza su carrera en el Dinamo en el año 2002.

## Selección nacional
Ha sido internacional con la Selección de fútbol de Rumania en 74 partidos entre 1988 y 2000 anotando  6 goles y disputando dos mundiales de fútbol y dos Eurocopas.

### Participaciones en Copas del Mundo
| Mundial                        | Sede           | Resultado    |
| ------------------------------ | -------------- | ------------ |
| Copa Mundial de Fútbol de 1990 | Italia         | 8.º de final |
| Copa Mundial de Fútbol de 1994 | Estados Unidos | 4.º de final |

### Participaciones en Eurocopa
| Eurocopa      | Sede                   | Resultado    |
| ------------- | ---------------------- | ------------ |
| Eurocopa 1996 | Inglaterra             | Primera fase |
| Eurocopa 2000 | Bélgica y Países Bajos | 4.º de final |

## Clubes
| Club                     | País           | Año       |
| ------------------------ | -------------- | --------- |
| Dinamo Bucarest          | Rumania        | 1986-1990 |
| Bayer Leverkusen         | Alemania       | 1990-1996 |
| Borussia Mönchengladbach | Alemania       | 1996-1998 |
| Dinamo Bucarest          | Rumania        | 1998-2000 |
| Bursaspor                | Turquía        | 2000      |
| Dinamo Bucarest          | Rumania        | 2000-2002 |
| Al-Hilal (cedido)        | Arabia Saudita | 2001-2002 |

## Palmarés

### Campeonatos nacionales
| Título           | Club             | País     | Año  |
| ---------------- | ---------------- | -------- | ---- |
| Primera División | Dinamo Bucarest  | Rumania  | 1990 |
| Copa de Rumania  | Dinamo Bucarest  | Rumania  | 1990 |
| Copa de Alemania | Bayer Leverkusen | Alemania | 1993 |
| Primera División | Dinamo Bucarest  | Rumania  | 2000 |
| Copa de Rumania  | Dinamo Bucarest  | Rumania  | 2000 |
| Copa de Rumania  | Dinamo Bucarest  | Rumania  | 2001 |
| Primera División | Dinamo Bucarest  | Rumania  | 2002 |